# Eberhard Heydel
Eberhard Heydel (* 23. März 1872; † 21. Februar 1926) war ein deutscher Konteradmiral der Reichsmarine.

## Leben
Eberhard Heydel trat am 10. April 1891 in die Kaiserliche Marine ein. Am 11. April 1892 wurde er als Kadett zum Seekadett befördert und wurde kurze Zeit später auf die Gneisenau kommandiert. Ende September 1894 wurde er auf der Hohenzollern zum Unterleutnant zur See. Am 16. Oktober 1915 wurde er zum Kapitän zur See befördert. Nachdem er ab Oktober 1911 als Dezernent im Admiralstab der Marine gedient hatte, war er ab Dezember 1917 Abteilungschef für den westlichen Kriegsschauplatz in der Operativen Gruppe. Anschließend war er von Juni bis November 1918, vertreten im August/September 1918, Kommandant der Oldenburg. Im August/September 1918 war er Kommandant der Helgoland.
Nach dem Krieg wurde er in die Reichsmarine übernommen und hier am 4. März 1920 mit dem Charakter als Konteradmiral aus der Marine verabschiedet.